# Johannes van Knobelsdorff

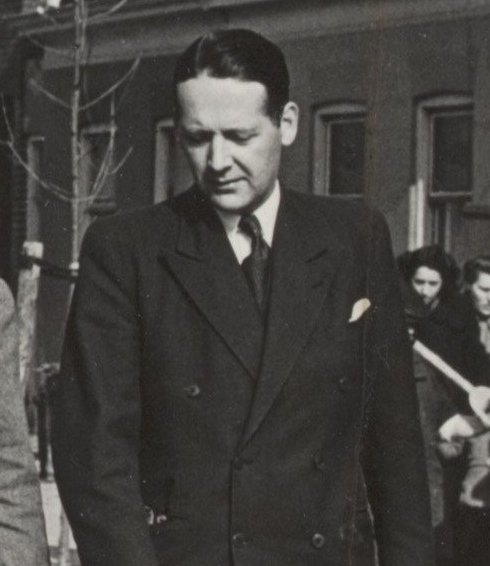
Burgemeester J. baron van Knobelsdorff (1953)

Johannes baron van Knobelsdorff (Den Haag, 19 september 1917 – Lemele, 2 april 2020) was een Nederlands burgemeester en dijkgraaf.
Hij werd geboren als zoon van Frederik Wilhelm Adriaan Karel baron van Knobelsdorff (1865-1932) en Jantje Bredewout (1890-1972). Hij heeft de hbs gedaan en werd daarna in 1937 volontair bij de gemeentesecretarie van Zoetermeer. Vanaf 1942 was hij werkzaam bij de secretarie van de gemeenten Harmelen en Veldhuizen maar in 1944 besloot hij onder te duiken. Na de bevrijding keerde hij terug en in april 1947 werd Van Knobelsdorff benoemd tot burgemeester van de gemeenten Goedereede en Stellendam. Bij de Watersnoodramp van 1953 werd Stellendam zwaar getroffen met vele tientallen doden. Vanaf januari 1961 was hij precies 13 jaar burgemeester van Sassenheim. Aansluitend was Van Knobelsdorff dijkgraaf van het Hoogheemraadschap van Rijnland tot hij daar in oktober 1982 met pensioen ging. Zijn broer Willem Ernest is ook burgemeester geweest.
Op 19 september 2017 werd hij 100 jaar. In 2019 werd baron van Knobelsdorff geïnterviewd als deel van de reeks 'Een bewogen jeugd: 100-jarigen over het Interbellum'. Hierin vertelde hij over zijn jeugd en familie. Hij overleed in 2020 op 102-jarige leeftijd.